# Matronae Veteranehae
Die Veteranehae oder Veterahenae und Vatarahenae sind Matronen, die in mehreren Inschriften auf Weihesteinen aus Nideggen, Kreis Düren in der Nordeifel aus der Zeit des 2. bis 3. Jahrhunderts überliefert sind.

## Auffindungen und Inschriften
Die Funde der Weihesteine für die Veteranehae konzentrieren sich auf die Nidegger Ortschaften Abenden, Embken  und Wollersheim. Bedeutend sind die Funde aus dem Abender Matronenheiligtum (Heiligtum von Nideggen-Abenden), indem zwar nur ein vollständiger Stein gefunden wurde, die dort gemachten zahlreichen Fragmente auf eine Anzahl von mindestens ehemals 54 aufgestellte Weihesteine schließen lassen. Die zahlreichen Inschriftenfragmente (38 Belege) lassen die Anlage als zentralen Kultort der Matronae Veterahenae erscheinen, zumal die Belege aus Embken (10 Belege) und Wollersheim (3 Belege) spätantike Spolien sind die dort als Wandungen für möglicherweise fränkische Gräber bearbeitet wiederverwendet wurden. In der älteren Forschung wurde vor den Abender Ausgrabungen daher Embken als Hauptort der  Verehrung der Veterahenae angenommen. Zu den Nidegger Funden kommt ein Neufund eines Inschriften-Fragments von 1952 aus Rommerskirchen der möglicherweise eine Spolie aus dem Nidegger Raum ist.

## Beiname und Deutung
Nach Siegfried Gutenbrunner leitet sich der Beiname entgegen der Ansicht eines Teils der ältesten Forschung (19. Jahrhundert) nicht vom lateinischen „Veteranus“ ab, sondern mit der Nebenform vom germanischen *water = Wasser, also ein Bezug zu einem Gewässer bestehen kann. Rudolf Simek stellt den Namen aufgrund der Hauptform als Ableitung zum Namen des Legionslagers Castra Vetera.
Nach Theo Vennemann, leitet sich der Matronenname und seine lokalen Varianten von einem gallorömischen Ortsnamen „Verteranum“ auf Basis eines Hydronyms „Vetera“ ab. Aus einem gallo-römischen Matronennamen „Veteraniae“ wurde durch die Ubier die germanische Form der Veteranehae gebildet.